# 比兹
比兹（法語：Bize，法語發音：[biz]）是法国上比利牛斯省的一个市镇，属于巴涅尔德比戈尔区。

## 地理
比兹（43°2'33"N, 0°28'21"E）面积12.96 平方千米，位于法国奧克西塔尼大區上比利牛斯省，该省份为法国西南部内陆省份，北至热尔省，西接大西洋比利牛斯省，南与西班牙接壤，东临上加龙省。
与比兹接壤的市镇（或旧市镇、城区）包括：欧塔热、加扎沃、埃什、蒙泰居、蒙塞列、内斯捷、尼斯托斯、塞克。

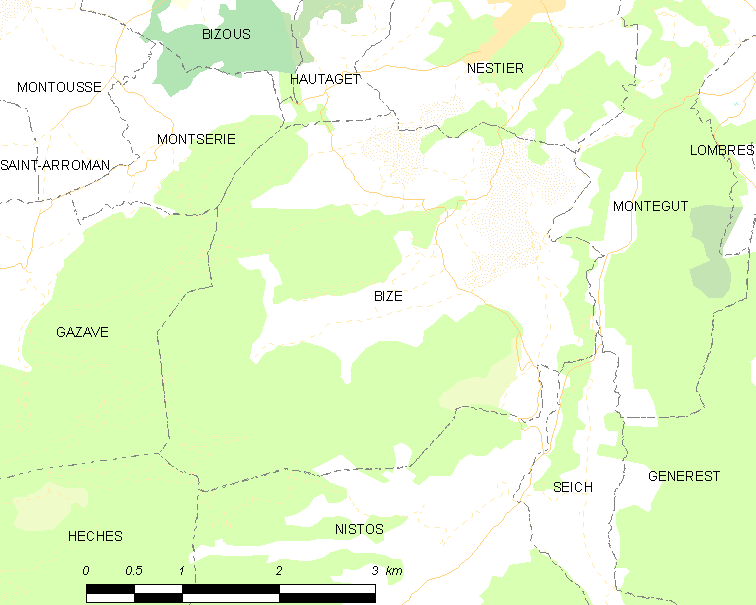
比兹的OSM定位图

比兹的时区为UTC+01:00、UTC+02:00（夏令时）。

## 行政
比兹的邮政编码为65150，INSEE市镇编码为65093。

## 政治
比兹所属的省级选区为巴鲁斯谷县。

## 人口

1962-2008年间比兹人口变化图示

比兹于2022年1月1日时的人口数量为208人。